# Johannes Götz

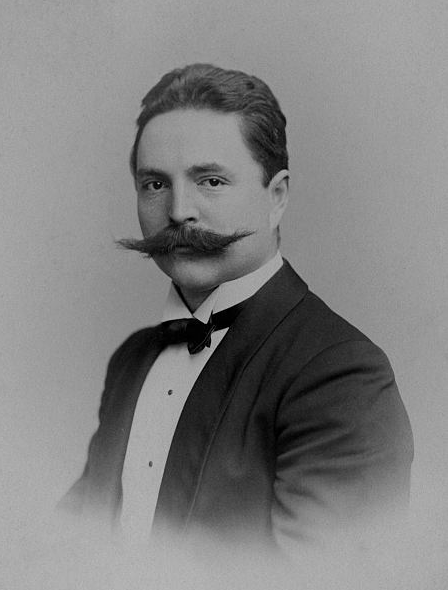
Johannes Götz. Fotografie von Wilhelm Fechner (um 1900)

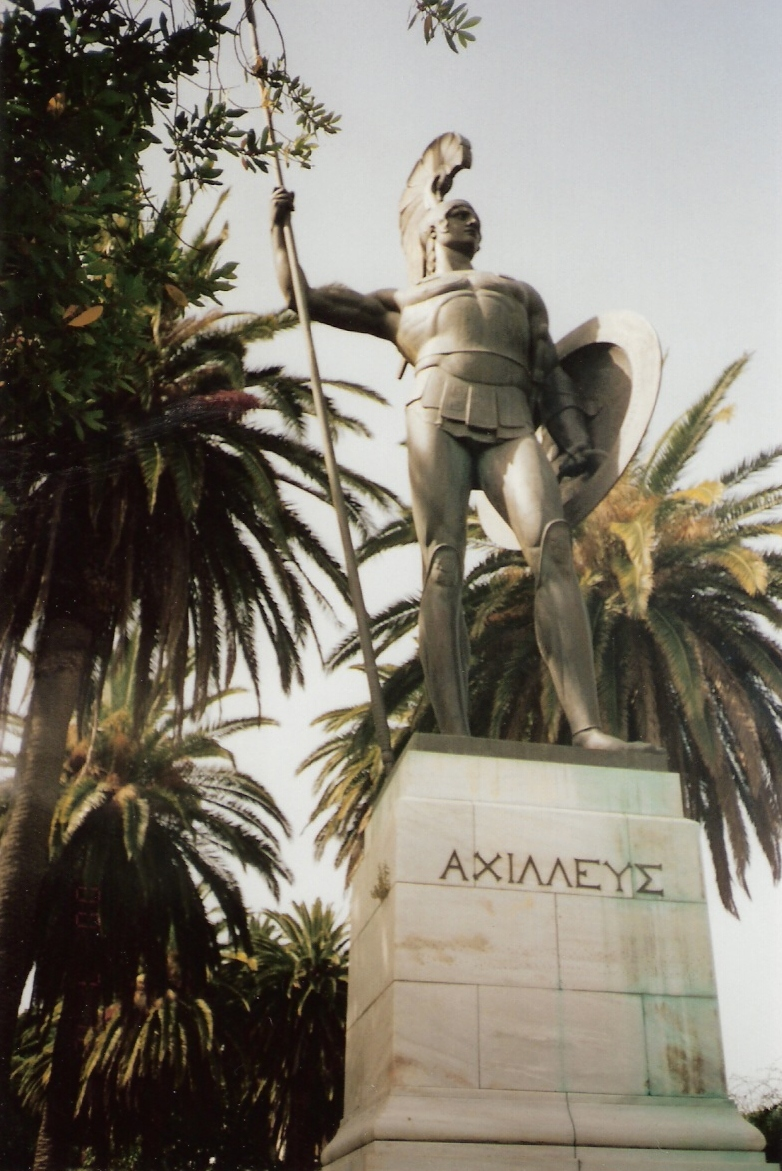
Kämpfender Achilles, Achilleion, Korfu

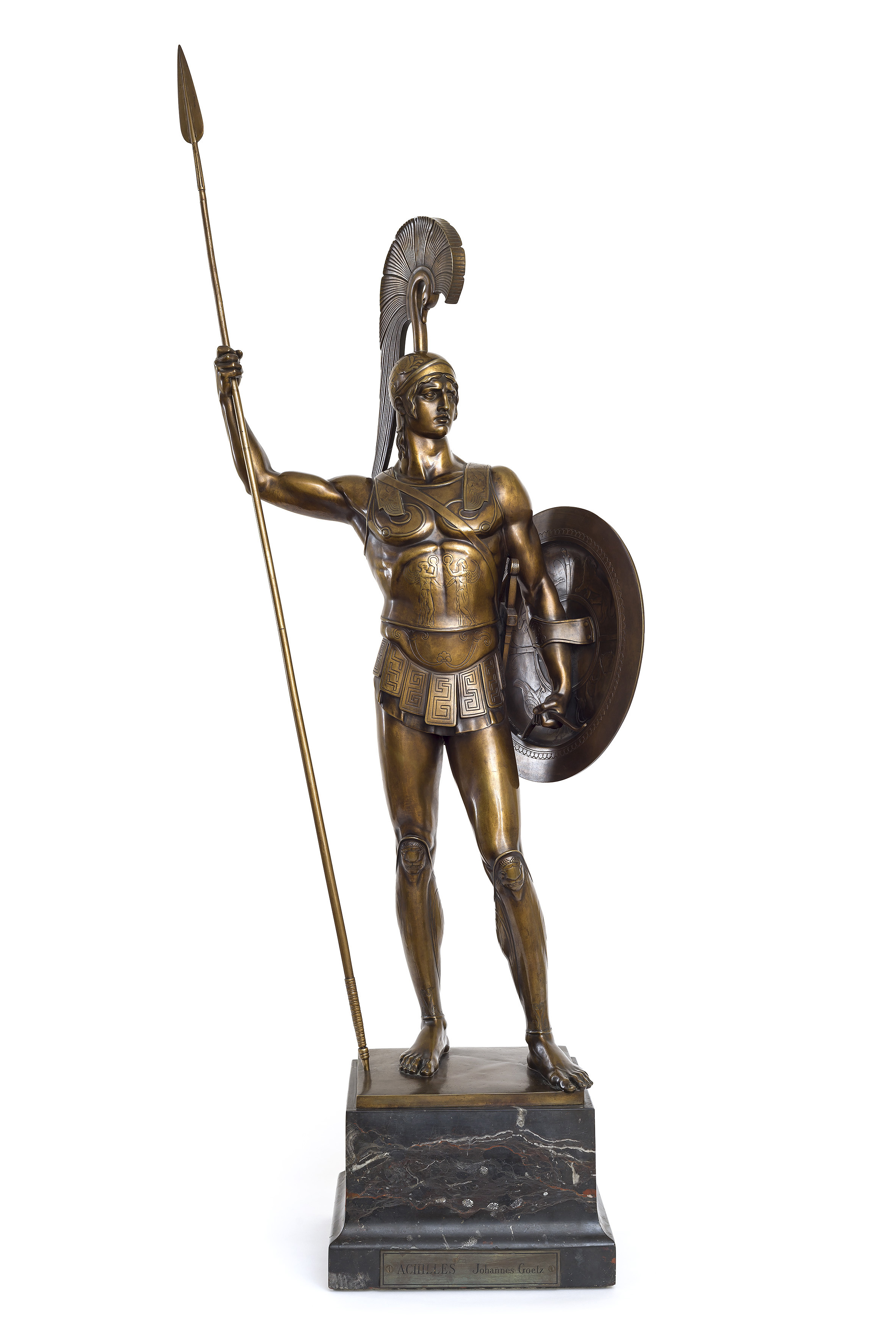
Siegreicher Achilles, 1910

Johannes Gottfried Götz (* 4. Oktober 1865 in Fürth; † 11. September 1934 in Potsdam) war ein deutscher Bildhauer.

## Leben
Johannes Götz, Sohn eines Schreiners in Fürth, besuchte die Nürnberger Kunstgewerbeschule und ging 1884 nach Berlin, um sich als ein Schüler von Reinhold Begas an der Kunstakademie weiterzubilden. Mit einer Wasserschöpferin gewann er den Rompreis, der ihm ab 1892 einen fast zweijährigen Studienaufenthalt in Rom ermöglichte. 1893 erhielt er auf der Großen Berliner Kunstausstellung eine kleine Goldmedaille.
Der vielbeschäftigte Götz genoss die besondere Wertschätzung von Kaiser Wilhelm II., der ihn wiederholt mit Aufträgen bedachte. So schuf er für das Achilleion auf Korfu im Jahr 1909 einen riesenhaften männlich-heroischen Kämpfenden Achilles als Gegenstück zu Ernst Herters Sterbendem Achilles, den Kaiserin Elisabeth von Österreich-Ungarn als Vorbesitzerin des Achilleion angeschafft hatte, und der diesem Sommerschloss den Namen gab.
Johannes Götz blieb zeitlebens seiner Heimatstadt Fürth verbunden, wo sich zahlreiche Werke erhalten haben, darunter 13 Grabmale für Honoratioren auf dem Hauptfriedhof in Fürth, dazu noch das Grab seiner Eltern mit der Skulptur Der müde Wanderer. Er selbst lebte zuletzt in Potsdam, wo er auch auf dem Bornstedter Friedhof beigesetzt wurde.

## Werke
- Römische Kaiserstatue und Theodor-Mommsen-Denkmal auf der Saalburg
- Königin-Luise-Denkmal und Johannes-Gutenberg-Denkmal in Magdeburg
- Kopernikusbüste in Allenstein
- Hermann-von-Wissmann-Denkmal in Bad Lauterberg im Harz

Werke in Berlin:
- Wasserschöpferin und balancierender Knabe in der Nationalgalerie Berlin
- nördliche Quadriga des Kaiser-Wilhelm-Nationaldenkmals
- Denkmalgruppe 19 für die Siegesallee, 1900 (Kurfürst Joachim-I.-Nestor-Standbild mit Assistenz-Büsten Markgraf Albrecht von Brandenburg (Erzbischof von Mainz) und Dietrich von Bülow (Bischof von Lebus))
- Mitarbeit am Fassadenschmuck des Berliner Doms
- Mitarbeit am Neptunbrunnen von Reinhold Begas
- Bronzeskulptur eines Bären für die Moabiter Brücke (im Zweiten Weltkrieg eingeschmolzen)

Werke in Fürth:
- Jugendbrunnen vor der Feuerwache
- Relief der griechischen Ringer im Treppenhaus der Jahnturnhalle
- Statue „Die Sklavin“ im Foyer des Klinikums
- Büsten von Heinrich Berolzheimer, Alfred Nathan, Johann Humbser und Wilhelm Löhe auf dem Kirchenplatz

## Galerie

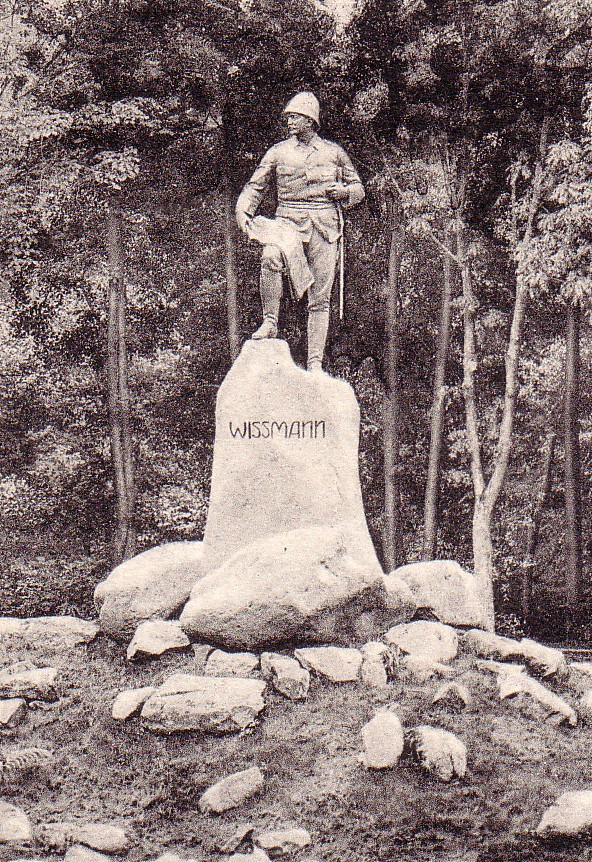
Hermann-von-Wissmann-Denkmal in Bad Lauterberg im Harz
Siegesallee, Gruppe 19
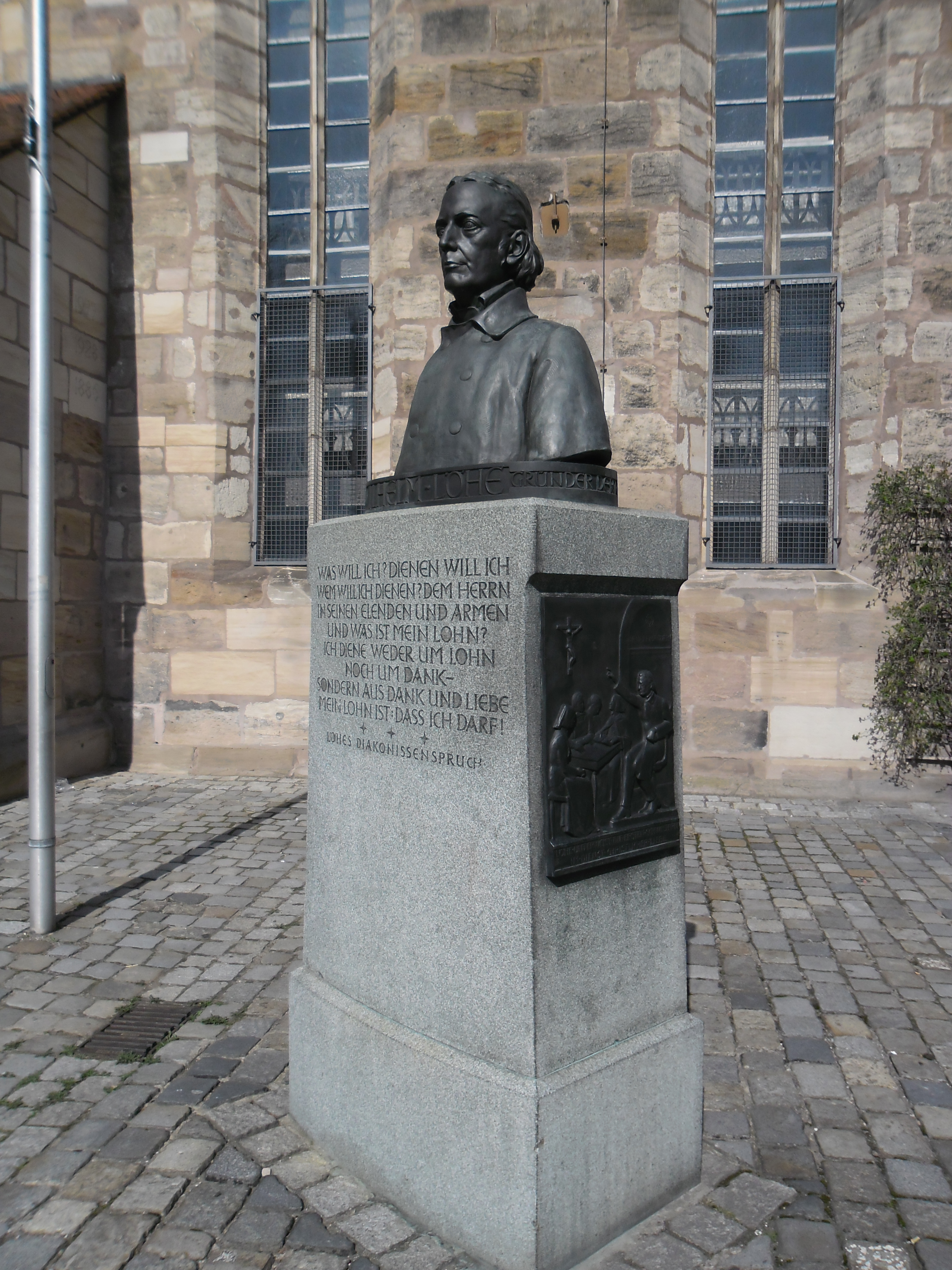
Wilhelm-Löhe-Büste auf dem Kirchenplatz in Fürth
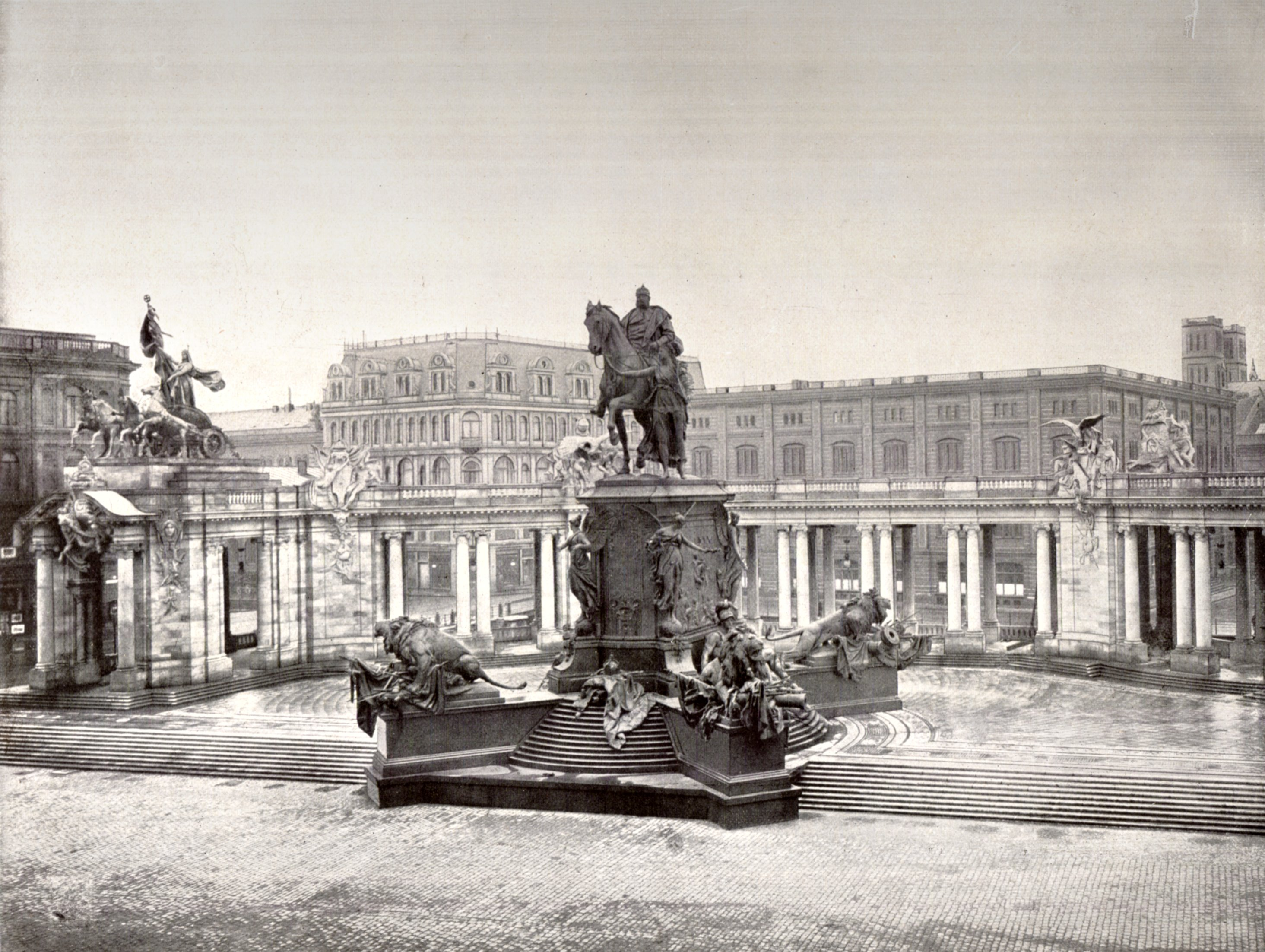
Kaiser-Wilhelm-Nationaldenkmal in Berlin, links die Quadriga (zerstört)
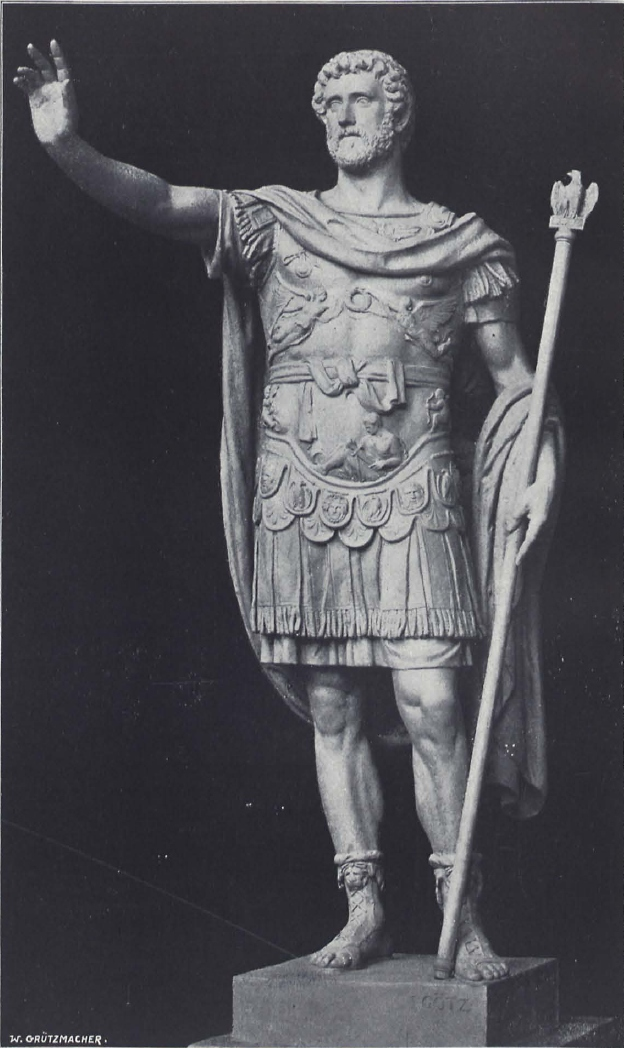
Statue des römischen Kaisers Antoninus Pius auf der Saalburg
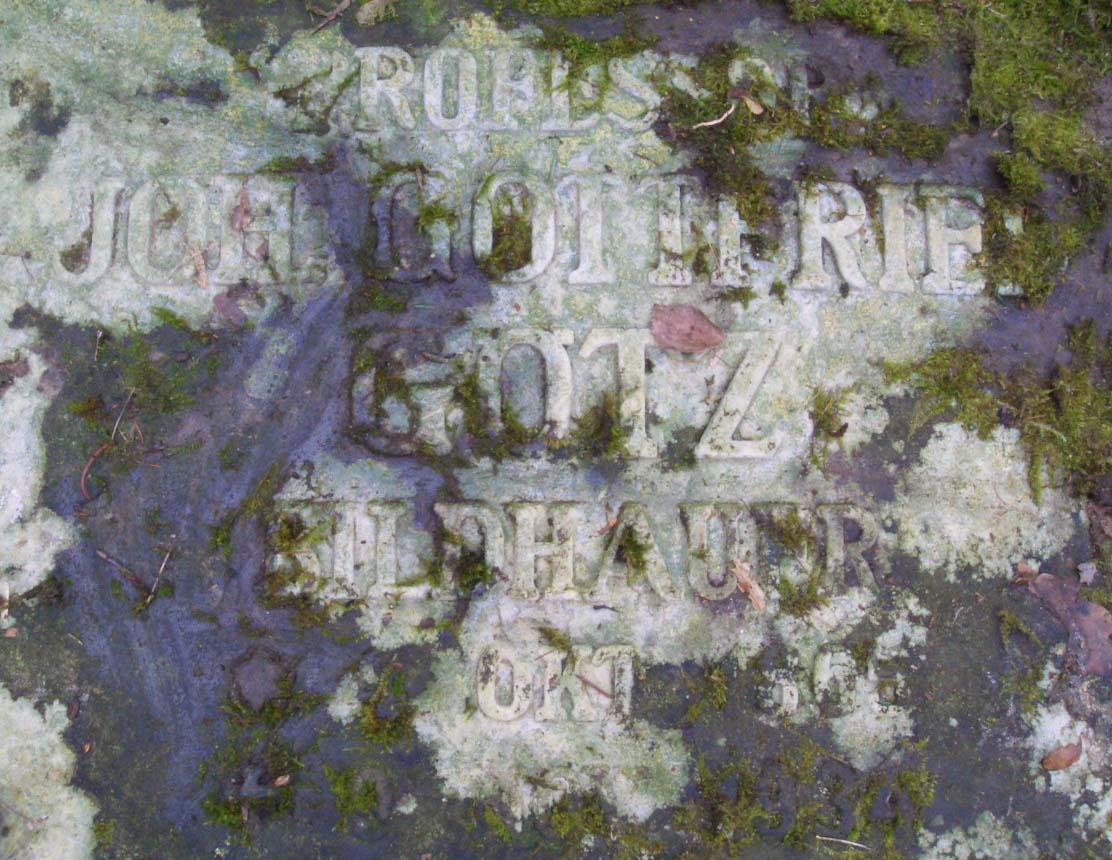
Grabstein von Johannes Götz auf dem Bornstedter Friedhof